# Justina Jakštienė

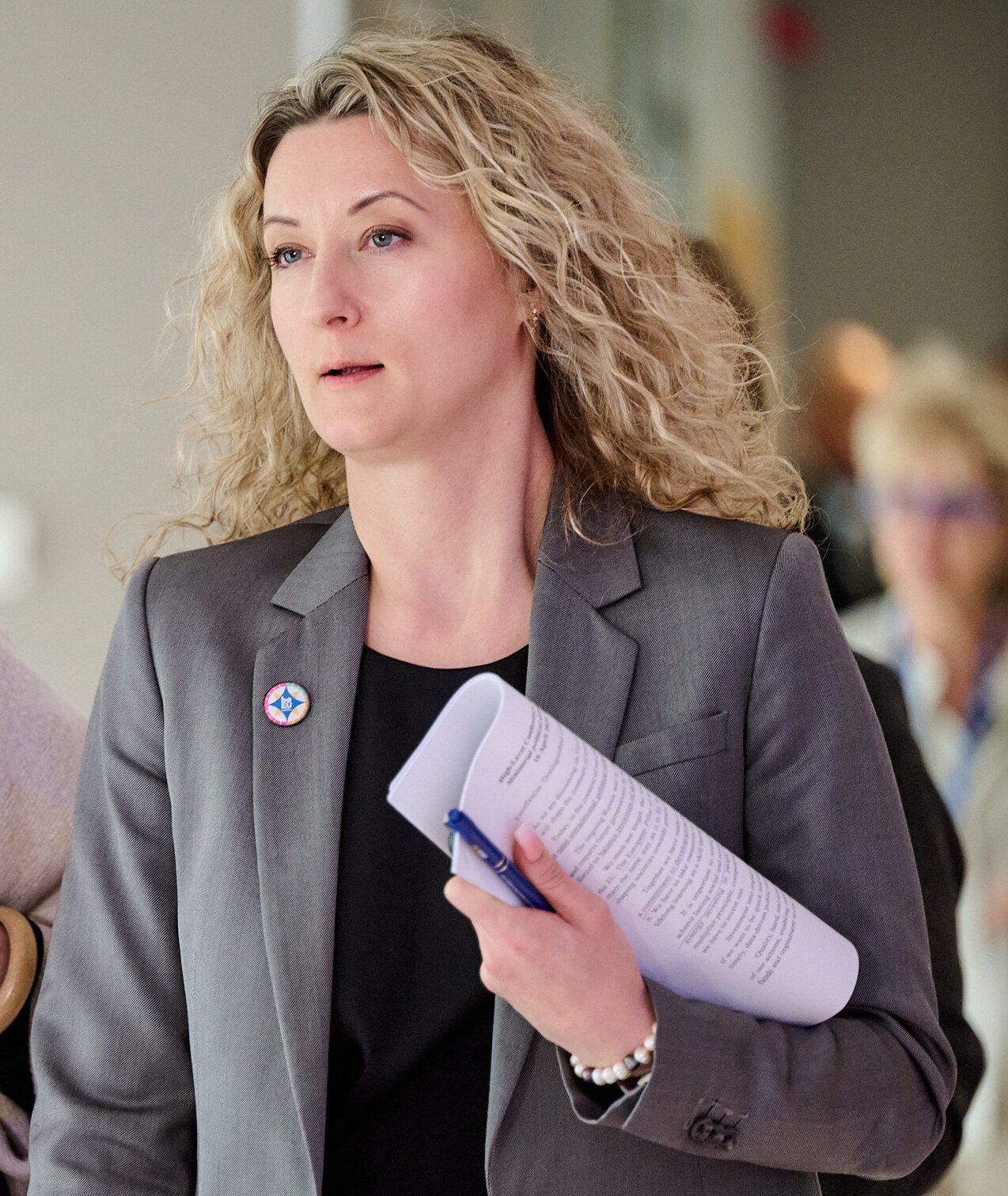
Justina Jakštienė (2024)

Justina Jakštienė (* 5. Juli 1980 in Vilnius) ist eine litauische Politikerin, Vizeministerin für Soziales und Arbeit.

## Leben
Nach dem Abitur 1998 am Mykolas-Biržiška-Gymnasium in Justiniškės absolvierte Justina Jakštienė von 1998 bis 2002 ein Bachelorstudium der Sozialarbeit, von 2002 bis 2005 ein Masterstudium der Soziologie an der Universität Vilnius und von 2016 bis 2018 ein Masterstudium der sozialen Demografie an der Bildungsakademie der Vytauto Didžiojo universitetas in der litauischen Hauptstadt Vilnius. Ihre bevölkerungswissenschaftliche Masterarbeit wurde vom Finanzministerium der Republik Litauen ausgezeichnet.
Von 1999 bis 2006 arbeitete Jakštienė als Spezialistin in der Unterabteilung für EU-Projektkoordinierung und in der Unterabteilung für Sozialhilfe der Verwaltung der Stadtgemeinde Vilnius. Von 2006 bis 201 war sie Gruppenleiterin für Strategische Planung und Leiter der Unterabteilung für Projekte der Infrastruktur der sozialen Sicherheit bei der Zentralen Agentur für Projektmanagement.
Ab 2021 arbeitete sie am Sozial- und Arbeitsministerium der Republik Litauen. Dort war sie Vizeministerin, Stellvertreterin von Sozialministerin Monika Navickienė im Kabinett Šimonytė.
Justina Jakštienė ist verheiratet und hat zwei Kinder.